# ایستگاه راه‌آهن لیدز
ایستگاه راه‌آهن لیدز (انگلیسی: Leeds railway station) یکی از اصلی‌ترین و مهم‌ترین ایستگاه‌های راه‌آهن کشور انگلستان در شهر لیدز است.
این ایستگاه که در سال ۱۹۳۸ تأسیس شده دارای ۱۷ سکو می‌باشد و از طریق خط اصلی ساحل شرقی به شهر لندن متصل می‌شود.

## نگارخانه

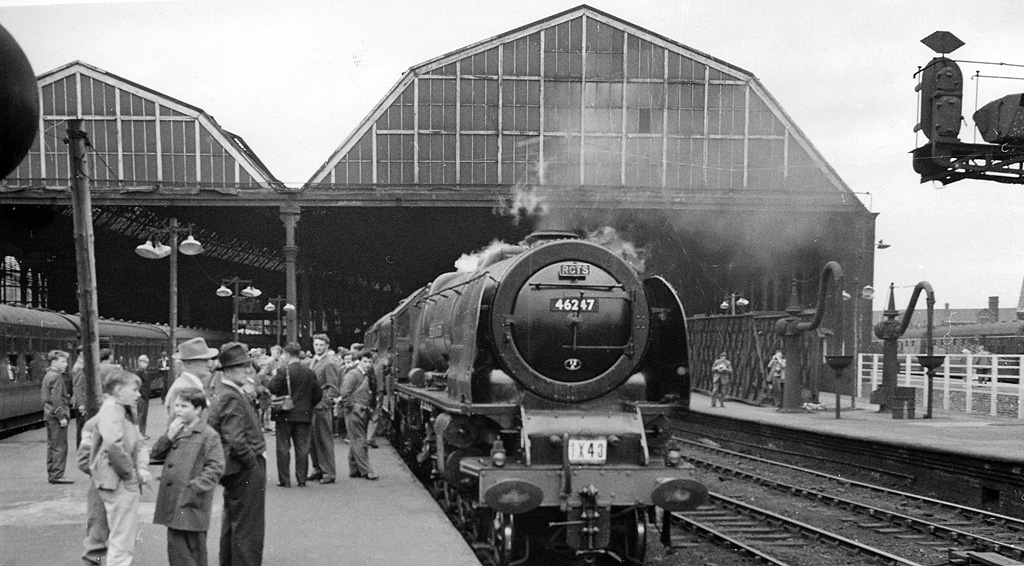
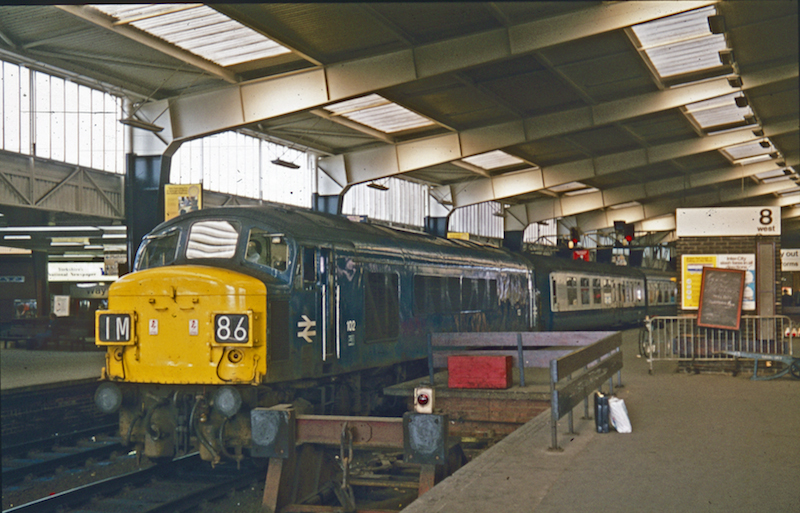
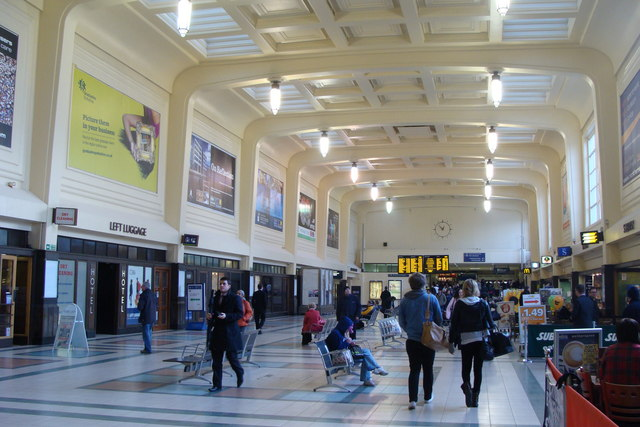
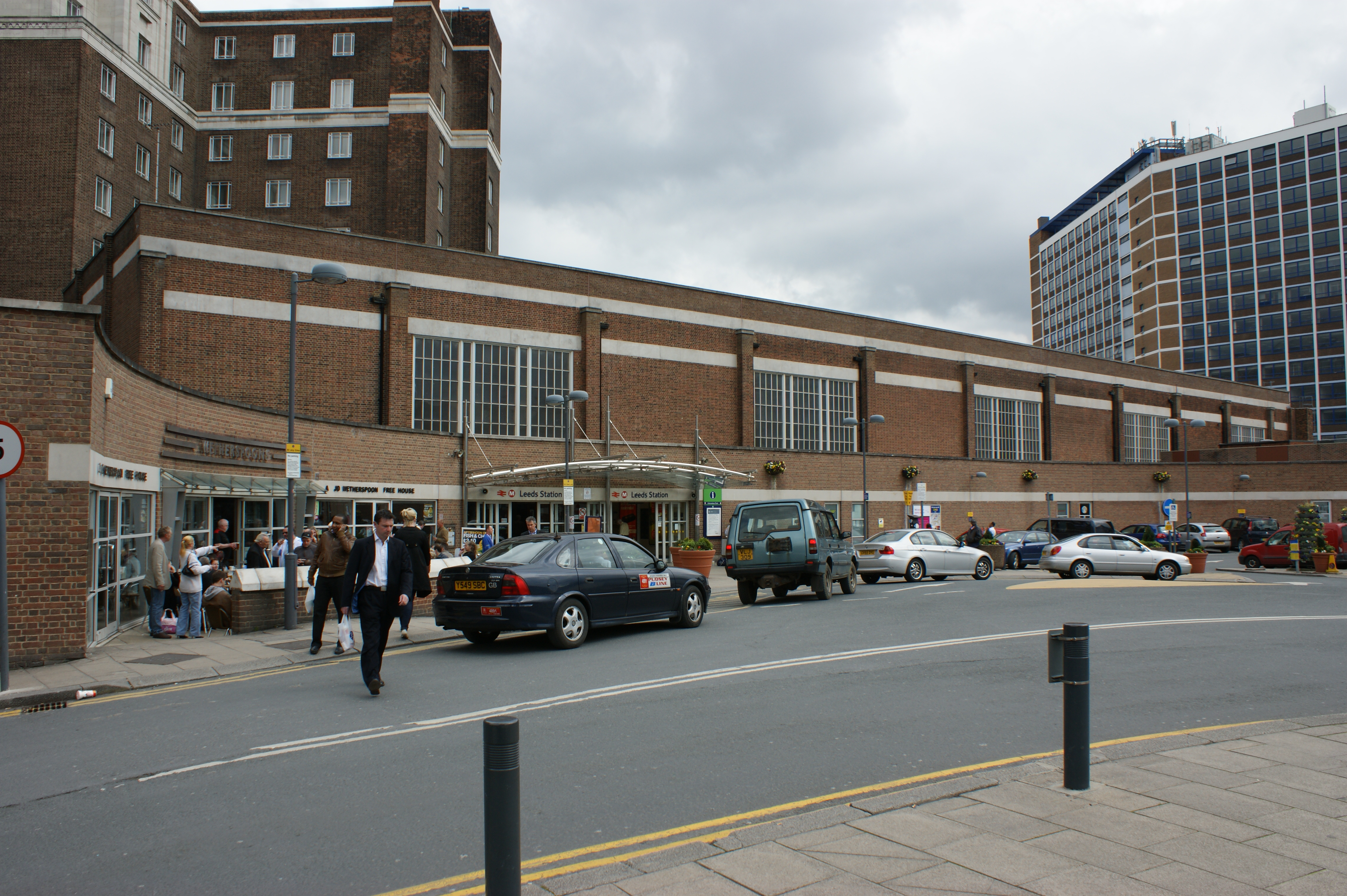
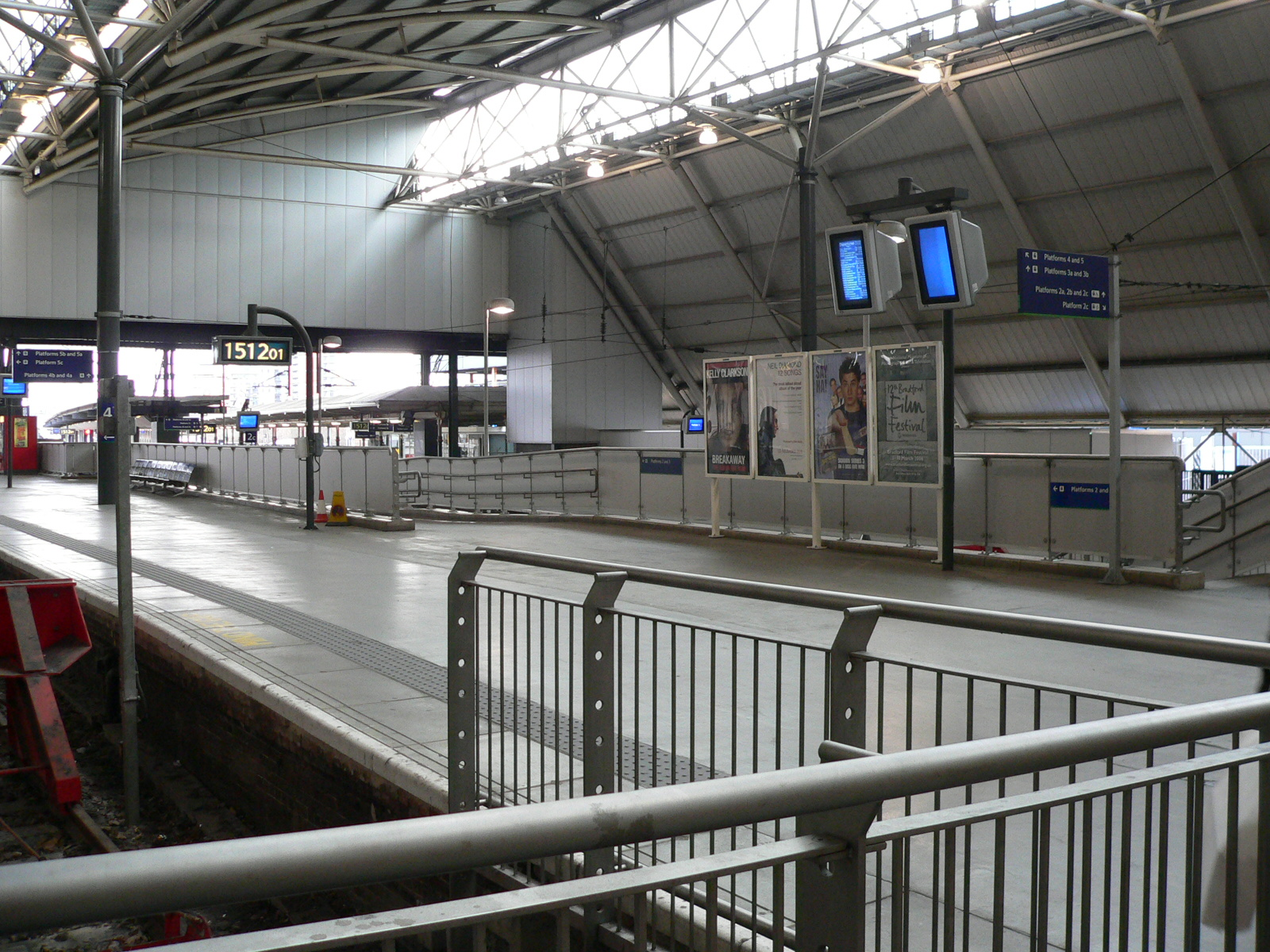
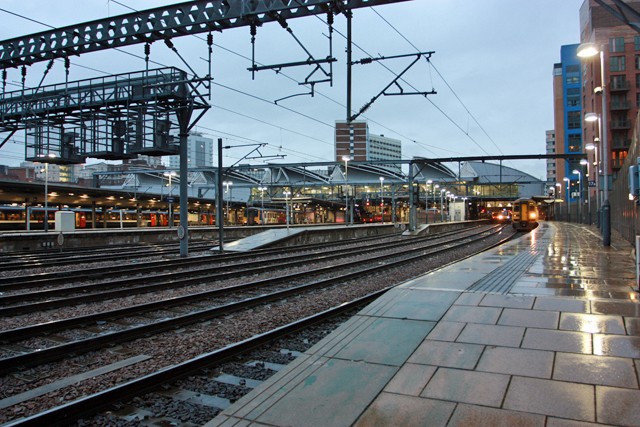